# Cyrtauchenius doleschalli
Cyrtauchenius doleschalli is een spinnensoort uit de familie Cyrtaucheniidae. De soort komt voor in Italië, Sicilië en Kreta.